# Obština Kaspičan
Obština Kaspičan (bulharsky Община Каспичан) je bulharská jednotka územní samosprávy v Šumenské oblasti. Leží ve východním Bulharsku. Sídlem obštiny je město Kaspičan, kromě něj zahrnuje obština 1 město a 7 vesnic. Žije zde zhruba 7 tisíc stálých obyvatel.

## Sídla
Všechna sídla v obštině jsou samosprávná.
| - Kaspičan (sídlo správy) - Kaspičan - Kjulevča | - Kosovo - Markovo - Mogila | - Pliska - Vărbjane - Zlatna Niva |

## Sousední obštiny
| Růžice kompasu | Chitrino         | Novi Pazar |           | Růžice kompasu |
| Růžice kompasu |                  | Sever      | Vetrino   | Růžice kompasu |
| Růžice kompasu | Obština Kaspičan |            | Vetrino   | Růžice kompasu |
| Růžice kompasu | Jih              |            | Vetrino   | Růžice kompasu |
| Růžice kompasu | Šumen            |            | Provadija | Růžice kompasu |

## Obyvatelstvo
V obštině žije 7 069 stálých obyvatel a včetně přechodně hlášených obyvatel 8 829. Podle sčítáni 1. února 2011 bylo národnostní složení následující:
- Bulhaři: 4 935 (67.3 %)
- Turci: 1 073 (14.6 %)
- Romové: 925 (12.6 %)
- ostatní: 395 (5.4 %)